# Maximilian Fur

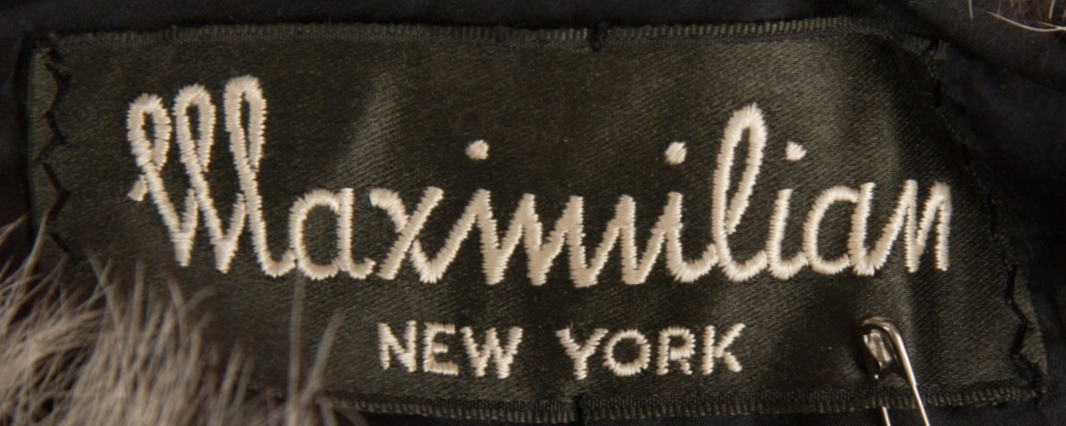
Gewebtes Einnäh-Etikett
„Maximilian NEW YORK“

Das Unternehmen Maximilian, voller Handelsname Maximilian Fur Co, Inc, war eine bedeutende New Yorker Kürschnerei mit Pelzhandel, 2023 noch in verschiedenen Läden vertreten und als Onlineshop tätig. Gegründet wurde es von der in Polen geborenen Pelzdesignerin Anna Maximilian Potok (geb. 4. Juni 1897; gest. April 1987) und ihrem Bruder Maximilian Apfelbaum (später Michael Maximilian, gest. 12. September 1953).

## Anna Maximilian Potok
Anna Maximilian Potok wurde am 4. Juni 1897 in Warschau, Polen, als Anna Apfelbaum in der dritten Generation einer Kürschnerfamilie geboren. Als sie 19 Jahre alt war, starb ihr Vater und sie stieg 1922 in das Geschäft ihres Bruders Maximilian ein. Sie heiratete am 7. Juli 1930 Leon Potok (gest. 1965), einen Ingenieur und Börseninvestor. Sie bekamen 1931 einen Sohn, den Schriftsteller und Behindertenrechtler Andrew Potok. 1934 wurde sie mit dem Orden Polonia Restituta ausgezeichnet.
Es heißt, dass die Familie Apfelbaum die Pogrome von 1903 bis 1906 deshalb überlebte, weil sie mit ihrem führenden Warschauer Pelzgeschäft die höchsten Kreise der polnischen Gesellschaft ausstatteten, darunter den polnischen Staatspräsidenten und den Bürgermeister von Warschau. Auch nach der Russischen Revolution waren sie geschützt, da sie kommunistische Führer, die aus Leningrad und Moskau anreisten, mit Pelzen versorgten. Nach der Teilung Polens zwischen Russland und Nazideutschland im Jahr 1939 fühlten sich die Apfelbaums zunächst sicher, denn obwohl sie als Juden bekannt waren, durften sie geschäftlich frei in Europa reisen. 1940 mussten sie jedoch feststellen, dass sie durch die „Endlösung der Judenfrage“ in großer Gefahr schwebten. Anna und Maximilian schafften es schließlich in die Schweiz nach Zürich und dann nach Paris, gerade als die Stadt von den Deutschen besetzt wurde. Die Geschwister beschlossen nach Warschau zurückzukehren, um den Rest der Familie zu retten. Es gelang Annas Mann und ihren Sohn sowie Maximilians Tochter zu emigrieren, ihre Mutter blieb spurlos zurück. Mit nur einem Koffer reisten sie im Auto aus, um den Eindruck normaler Reisende zu erwecken. An der rumänischen Grenze wurden sie fast aufgegriffen, schafften es aber schließlich nach Litauen und fuhren von dort aus nach Schweden, wo sie mit Hilfe des amerikanischen Konsulats in Stockholm Visa für die Vereinigten Staaten über Montreal erhielten.
Der Bruder hatte nach der Emigration in die USA seinen Namen in Michael Maximilian ändern lassen. Er starb im Jahr 1953. Die Schwester erbte das Unternehmen, etwa zu dieser Zeit nahm sie als zweiten Vornamen Maximilian an.
Anna Maximilian Potok starb am 22. April 1987 im Alter von 89 Jahren zu Hause in Manhattan an Herzversagen.

## Maximilian
Nach ihrer Ankunft in den Vereinigten Staaten eröffneten Potok und ihr Bruder einen Pelzsalon, 1942 zogen sie in die West 57th Street Nr. 20 um. Auch noch 1963 befand sich hier ein Geschäft unter dem Namen Maximilian Fur Co Inc, eine Wirtschaftsauskunftei nannte 2023 unter dieser Adresse das Gründungsdatum 2006. Google Street View zeigte im August 2022 an der Stelle ein leergeräumtes Grundstück.
Das Unternehmen war wohl eigentlich ein Einzelhandel, gewährte nach eigener Aussage jedoch in den 1980er Jahren seinen Kunden einen Großhandelsrabatt, weil das bei allen anderen Pelzanbietern New Yorks so üblich sei.
Maximilian bemühte sich erfolgreich die glamouröse Hollywood-Klientel für sich zu gewinnen. Seine Schwester unterstützte ihn und nutzte ihre künstlerische Ausbildung, um dramatische und auffällige Pelze dafür zu entwerfen. Bereits die ersten Modenschauen zogen wohlhabende Kunden, wie Marjorie Merriweather Post, die Model-Ikone Gloria Guinness, die Chrysler-Erbin Thelma Chrysler Foy und Babe Paley an. Zu den weiteren Kunden gehörten Helena Rubinstein, Diana Ross, Sophia Loren und die Herzogin von Windsor, für die Potok ihren ersten Anzug in russischem Breitschwanz entwarf. Maximilian lieferte Pelze an viele der „First Ladies“, darunter Lady Bird Johnson, Nancy Reagan, Jacqueline Kennedy Onassis und Claude Pompidou aus Frankreich.
1950 beschloss Maximilian, Emeric Partos von Christian Dior, Paris, einzuladen, eine Gastkollektion für sie zu entwerfen. Dies führte dazu, dass Partos nach New York auswanderte, seinen Vertrag mit Dior kündigte und bis 1955 bei Maximilian blieb, bis ihm eine Stelle als Chefkürschner für Bergdorf Goodman angeboten wurde. Partos selbst erhielt 1957 den Coty für seine Pelzdesigns. Andere namhafte Designer, die für Maximilian arbeiteten, waren Betty Yokova zwischen 1948 und 1963, und Karl Lagerfeld in den 1990ern.
Maßgeschneiderte Kostüme aus Pelz, wie der erste für die Herzogin von Windsor, wurden zu einer Spezialität Maximilians und galten als ihre Innovation, ebenso wie abendliche Pelzmäntel und Modelle, bei denen mehrere Pelzarten kombiniert waren. Potok wandte eine eigene Technik an, bei der sie Zobelpelz so behandelte, dass er praller und reicher wirkte und bei der sie Nerzfell nach oben bürstete, um es wie Zobel aussehen zu lassen. Zu den weiteren Innovationen gehörten Pelze, die in ungewöhnlichen Farben gefärbt wurden, und Nerzmäntel, die Leopardenfell oder Federn ähnelten. Maximilian erhielt den Coty Award zweimal, das erste Mal 1948 als Sonderpreis, der auch an zwei andere Kürschner, Joseph de Leo und Esther Dorothy, verliehen wurde, und das zweite Mal 1965, als der Sonderpreis direkt an Potok ging. 1950 beschloss Maximilian, Emeric Partos von Dior, Paris, einzuladen, eine Gastkollektion für sie zu entwerfen. Dies führte dazu, dass Partos nach New York auswanderte, seinen Vertrag mit Dior kündigte und bis 1955 bei Maximilian blieb, als ihm eine Stelle als Chefkürschner für Bergdorf Goodman angeboten wurde.
1972 fertigte Maximilian die Pelze für eine erfolgreiche Werbekampagne an, die von der American Legend Cooperative finanziert wurde und unter dem Titel „What Becomes a Legend Most?“ Prominente in luxuriösem Nerz der Marke Blackglama zeigte. Lauren Bacall, die als erste posierte, erhielt ihren Blackglama-Mantel als Bezahlung. Im selben Jahr verkaufte Potok die Firma Maximilian an den Londoner Pelzhändler Arthur Bartfeld, blieb aber bis Ende 1986 als Beraterin tätig. Viele ihrer Kunden waren die Kinder oder Enkelkinder ihrer ursprünglichen Kunden in Polen, einige brachten ihre zum Teil 15 Jahre alte Pelze zu ihr mit. Ein Artikel für das Magazin Routes aus dem Jahr 1978 beschrieb die anhaltende Kreativität, Einzigartigkeit und Extravaganz der Entwürfe von Potok und Gilles Dufour für die Marke und die breite Palette an Kleidungsstücken, von Regenmänteln über Ponchos bis zu kurzen Jacken. Bis weit in ihre achtziger Jahre war sie aktiv an der Gestaltung für Maximilian beteiligt, erst im Januar 1987, sechs Monate vor ihrem Tod, zog sie sich zurück.
Im November 1985 hieß es in der New York Times: „Die Ausstellungsräume von Maximilian, dem Kürschner, befinden sich im dritten Stock eines Gebäudes in der Nähe der Fifth Avenue und sind nur durch ein dezentes Messingschild gekennzeichnet. Die Kunden sitzen in einem verspiegelten Salon und die Mäntel werden einzeln zur Begutachtung herausgebracht.“ „Senior Adviser“ des weiterhin in Haus Nummer 20 residierenden Unternehmens war zu der Zeit Leonard Hankin.
Über 20 Jahre lang war Maximilian dann in das Kaufhaus Bloomingdale’s integriert, bis man mitteilte, „freuen wir uns, diese Tradition mit der Eröffnung von Maximilian-Stores in verschiedenen Teilen des Landes und dem Start von Maximilian.com fortzusetzen. Die Zusammenlegung von The Fur Vault, das zuvor über 20 Jahre lang bei Macy's vertreten war, und The Fur Salon, das zuvor über 25 Jahre lang bei Saks Fifth Avenue vertreten war, mit Maximilian ist ein aufregendes Unterfangen, und wir freuen uns darauf, uns weiter als der führende Einzelhändler für Luxusoberbekleidung zu etablieren.“

## Betty Yokova
Betty Yokova (* 1901 in Prag; † 24. April 1995 in Greenport, Suffolk County (New York)) war eine in Tschechien geborene französische Modedesignerin. Nach New York übergesiedelt, war sie, bald prominent, als Pelzdesignerin tätig, lange Zeit, zusammen mit Anna Potok, auch für Maximilian.
Betty Yokova wurde 1901 in der tschechischen Hauptstadt Prag geboren. In Paris absolvierte sie ein Kunststudium. Hier begann sie in den 1930er Jahren auch ihre Karriere  in der Modebranche. Ohne eine diesbezügliche Ausbildung oder Lehre bei anderen Modehäusern absolviert zu haben, eröffnete sie ein eigenes Couture-Haus. Als der Zweite Weltkrieg ausbrach, gab Yokova ihr Geschäft auf. Im Jahr 1948 zog Yokova nach New York und schloss sich Anna Potok, spätere Anna Maximilian Potok, als deren Designerin an. Sie und Potok schufen gemeinsam die Entwürfe für Maximilian und galten als Co-Designer. Abgesehen von einer kurzen Unterbrechung in den frühen 1960er Jahren, als sie bei Bernham Stein arbeitete, wirkte sie bis 1963 für Maximilian. Im selben Jahr wechselte sie als Designerin zu einem anderen New Yorker Kürschner, A. Neustadter & Sons. Unter einer Abbildung eines Ottermantels, entworfen für Neustadter, wird sie im November des Jahres als Modepreisgewinnerin genannt.
1964 beschrieb Yokova ihre eigene Herangehensweise an das Design damit, dass sie die Felle wie Stoffe betrachtete und sich von deren Texturen und Farben inspirieren ließ. Die englische Ausgabe der Vogue bildete im selben Jahr ein von ihr für Neustadter entworfenen „langen, leicht flamencoartigen Mantel - das lange, schlanke Oberteil ist vertikal gearbeitet, der abgerundete Rock horizontal“, aus weißem Nerz, ab.
1965 wurde ihr, neben dem aus Österreich vor den Nationalsozialisten geflohenen Textildesigner Rudi Gernreich, für ihre Pelzdesigns bei Neustadter der vom Kosmetik- und Parfümunternehmen Coty gestiftete „Coty Award“ verliehen, salopp als „Oscar der Mode“ bezeichnet, da er einst eine große Bedeutung in der Modebranche besaß.
Betty Yokova ging 1967 in den Ruhestand. Sie starb am 24. April 1995 im Eastern Long Island Hospital in Greenport.